# ألان براون (لاعب كرة قدم بريطاني)
ألان براون (بالإنجليزية: Alan Brown)‏ (17 أكتوبر 1935 في المملكة المتحدة - ) هو لاعب كريكت ولاعب كرة قدم بريطاني في مركز الهجوم. شارك مع منتخب إنجلترا للكريكت.

## وصلات خارجية
- ألان براون على موقع إي آس بي آن كريك إنفو (الإنجليزية)
- ألان براون على موقع قاعدة بيانات كرة القدم.إي يو (الإنجليزية)